# Kullö naturreservat
Kullö naturreservat är ett naturreservat i Vaxholms kommun i Stockholms län.
Området är naturskyddat sedan 2004 och är cirka 28 hektar stort, här finns många olika miljöer och många arter, varav två rödlistade. Reservatet omfattar västra delen av Kullö med två höjder och öppen mark emellan. Reservatet består av barrblandskog.

## Historik
Naturen växlar mellan hällmark, hagar och ängar till fågelrika sankmarker.
När man började planera för ekobyn på Kullön så talade politiker och exploatörer om den västra delen av ön som naturmark. Trots det, kom för några år sedan[när?] planer på att sälja hela det området till en privat köpare, men några eldsjälar på Kullön kunde stoppa planerna. Efter många turer blev det till slut ett kommunalt naturreservat.
Kravet från politikerna var dock att det skulle bildas en reservatsförening som skulle ta ansvaret för skötseln av reservatet. Därför finns nu Kullö reservatsförening som idag[när?] omfattar cirka 210 Vaxholmshushåll. Där de flesta är hemmahörande på Kullön. Medlemmarna hjälps åt att sköta reservatet och träffas två gånger per år. Reservatsföreningen har påbörjat återställningen av reservatet till en blandning av gammalt skärgårdsjordbruk och ett urskogslikt skogsområde. 
Hälften av reservatets fyraårsbudget kommer från bidrag från Länsstyrelsen. Varje krona som fås i bidrag är villkorad till att föreningen själv ska få in pengar. Även Vaxholms stad har bidragit, liksom HB Kullön som sköter exploateringen av ön.
Kullö naturreservat ska skötas enligt kommunens och länsstyrelsens fastställda skötselplan. 